# 壹岐市子
壹岐いちこ（Iki Ichiko，1997年5月7日—）是日本田徑運動員，專攻短跑項目。她代表日本參加2017年夏季世界大學運動會田徑比賽女子100公尺和4×100公尺接力項目，最終獲得女子4×100公尺接力項目銅牌。

## 賽事記錄
| 年        | 賽事                 | 舉辦城市   | 名次        | 項目          | 記錄      |
| 代表 日本 | 代表 日本            | 代表 日本  | 代表 日本   | 代表 日本     | 代表 日本 |
| --------- | -------------------- | ---------- | ----------- | ------------- | --------- |
| 2017      | 夏季世界大學生運動會 | 臺灣臺北市 | 第22名（h） | 100公尺       | 11.96     |
| 2017      | 夏季世界大學生運動會 | 臺灣臺北市 | 季軍        | 4×100公尺接力 | 44.56     |

## 外部連結
- 壹岐市子在的頁面
- 壹岐市子的Facebook專頁